# Schöner-Erdglobus von 1520
Der Schöner-Erdglobus von 1520 ist ein Werk des Pfarrers, Mathematikers, Astronomen, Kartographen und Kosmographen Johannes Schöner. Er beruht auf der Weltkarte des Martin Waldseemüller. Schöners Globenproduktion begann mit dem in zwei Exemplaren erhaltenen Schöner-Erdglobus von 1515. Während diese Seriengloben sind, ist der Schöner-Erdglobus von 1520 ein handgemaltes Unikat. Im Auftrag des Johannes Seiler hergestellt, ging er nach dessen Tod in den Besitz der Reichsstadt Nürnberg über, wo  er im Nürnberger Rathaus neben dem Behaim-Globus von 1492 seinen Platz fand. Beide Weltkugeln zählen heute zu den besonderen kartographischen Kostbarkeiten des Germanischen Nationalmuseums Nürnberg.
Von besonderer Bedeutung ist die Darstellung der Neuen Welt auf dem Schöner-Erdglobus von 1520. Sie gliedert sich in fünf Teile:
- Neufundland, genannt Terra Corterealis
- Nordamerika als Insel mit den Namen Terra de Cuba und Parias
- die Westindischen Inseln
- Südamerika als große Insel südlich der Antillen mit dem Namen America vel Brasilia sive Papagalli Terra
- ein antarktisches Landgebiet, genannt Brasilia inferior

Besonders in seinem Nordteil ist der Pazifische Ozean noch schwach ausgeprägt. Die Insel Zipangri (=Japan) und die ostasiatische Inselwelt liegen nicht weit von Nordamerika entfernt.

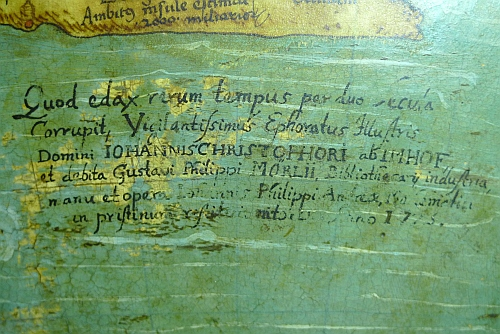
Restaurierungsinschrift zu Johann Philipp Andreae von 1725 auf dem Schöner-Erdglobus von 1520.

1725 wurde der Globus durch den Globenbauer Johann Philipp Andreae restauriert; Gestell, Horizontring und dortige Malereien wurden laut Inschrift 1725 „wiederhergestellt“.
Auftraggeber und erster Besitzer war Johannes Seiler (Hans Sailer, Ioannes Seyler) Seiler stammt aus dem Bamberger Patriziat, war dort 1508 bis 1524 Ratsherr, 1513 und 1524–25 Bürgermeister. Seiler starb 1530 ehe- und kinderlos. Der Erbe Hans Eck aus Würzburg wusste mit dem Globus nichts anzufangen und schenkte ihn 1531 dem Rat der Stadt Nürnberg in der Hoffnung auf deren Beistand in den Erbstreitigkeiten.
Der Globus wurde in der städtischen Kunstsammlung verwahrt (z. B. 1730 in den Verzeichnissen der Stadtbibliothek erwähnt). 1877 wurde der Globus zusammen mit anderen Objekten der historischen Sammlung Wissenschaftlicher Geräte von der Stadtbibliothek Nürnberg als Leihgabe dem Germanischen Nationalmuseum überlassen.